# Rue Guy-de-Maupassant
Pour les articles homonymes, voir Guy de Maupassant (homonymie).
La rue Guy-de-Maupassant est une voie du 16e arrondissement de Paris, en France.

## Situation et accès
Longue de 90 mètres, elle commence 2, rue Edmond-About et 10, rue Mignard et finit 54, boulevard Émile-Augier.
Le quartier est desservi par la ligne C du RER, à la gare de l'avenue Henri-Martin et par la ligne 9 du métro, à la station Rue de la Pompe.

## Origine du nom

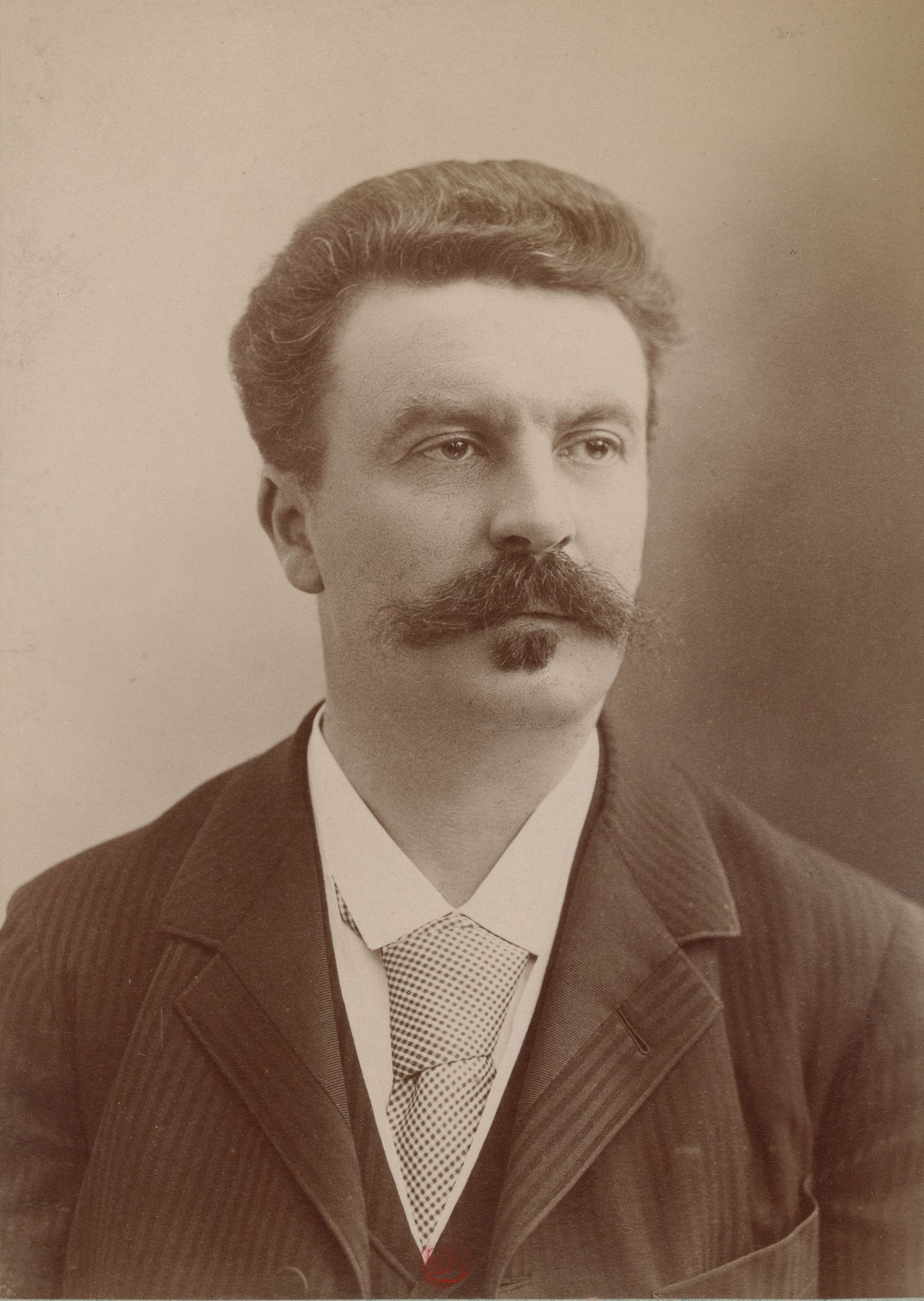
L’écrivain Guy de Maupassant.

Elle est nommée en l'honneur de l'écrivain français Guy de Maupassant (1850-1893).

## Historique
Cette voie est ouverte sous sa dénomination actuelle par un arrêté du 28 décembre 1894, à l'emplacement de l'ancien jardin fleuriste de la Muette,. Les rues voisines Edmond-About, Édouard-Fournier, Eugène-Labiche et Octave-Feuillet sont percées au même moment, dans le cadre du réaménagement du quartier.

## Bâtiments remarquables et lieux de mémoire
- No 8 : le résistant François de Labouchere a habité cet immeuble de 1930 à 1939. Une plaque commémorative lui rend hommage.

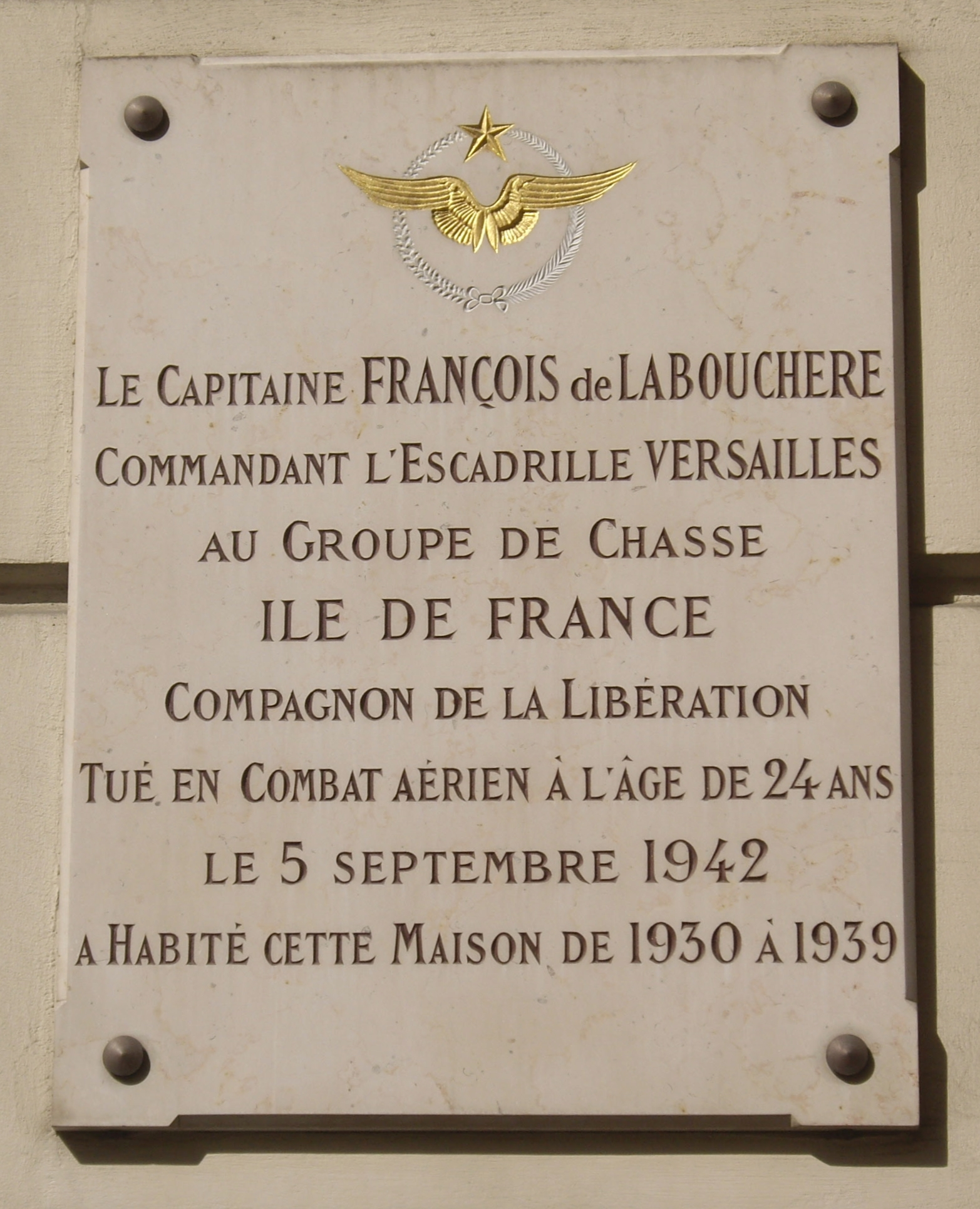
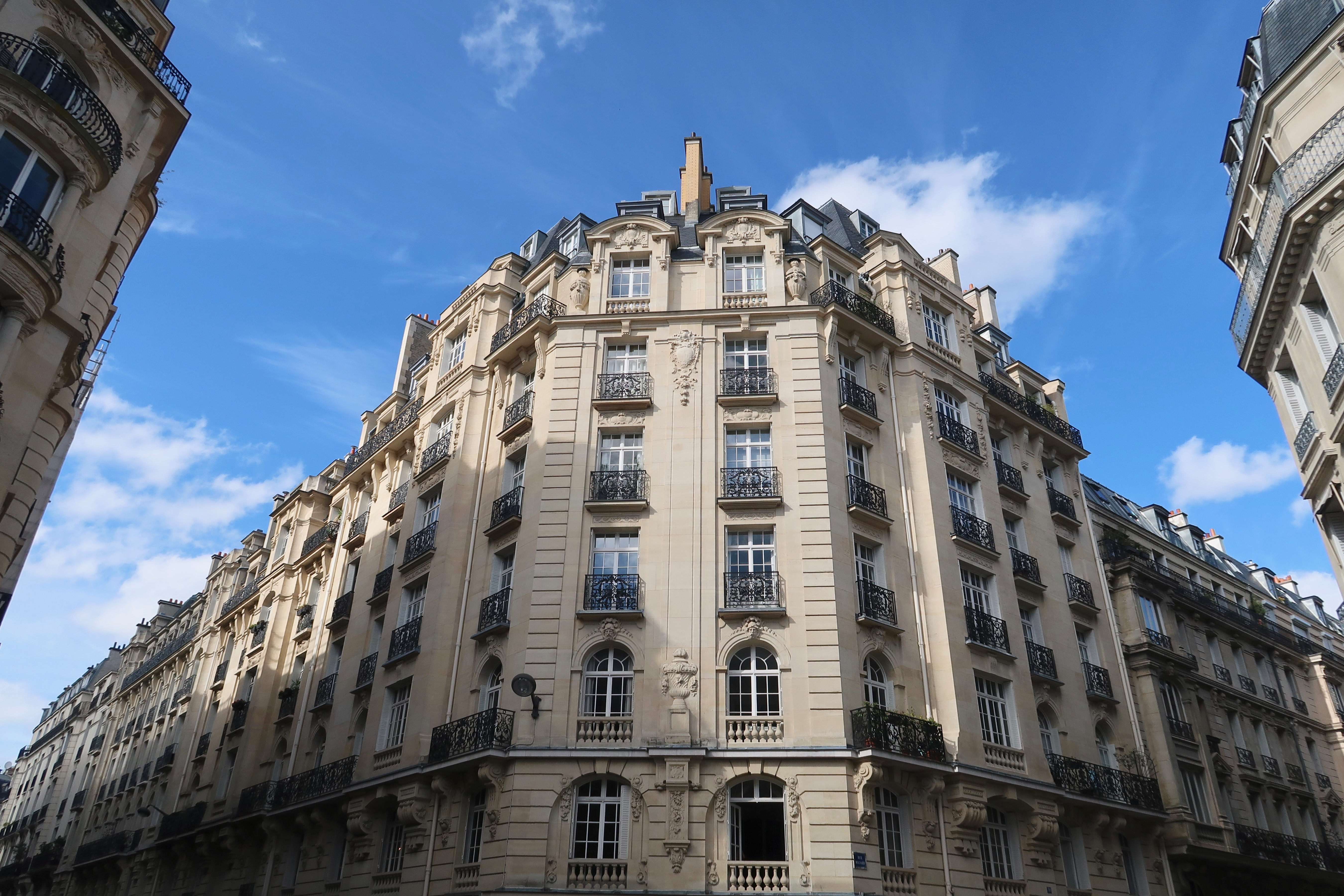
Immeuble à l'intersection avec la rue Mignard.